# Shipyard
Shipyard ist eine Gemeinde im Orange Walk District im Nordwesten von Belize (Mittelamerika). Der Ort wird überwiegend von plautdietschen Mennoniten bewohnt und hatte nach dem Zensus im Jahr  2022 insgesamt 4.070 Einwohner.

## Geographie
Das Gemeindegebiet von Shipyard grenzt im Osten an den New River und das Dorf Fireburn. Im Westen befinden sich die Gold Button Lagoon und die Siedlung San Felipe, im Nordwesten das Dorf August Pine Ridge, im Nordosten die Gemeinde Guinea Grass und im Süden die Mennonitensiedlung Indian Creek.

## Geschichte und Wirtschaft
Shipyard wurde im April 1958 von Mennoniten der Old Colony aus Chihuahua und Durango in Mexiko gegründet. Der in Belize vorgefundene Urwald wurde noch mit der Axt gerodet. Die Modernisierung in Form einer Mechanisierung ihrer Arbeitstätigkeiten erreichte auch die traditionellen Gemeinden der Mennoniten. Heute benutzen die Siedler von Shipyard Landmaschinen statt einer Sichel, um ihr Getreide zu ernten.
Die ersten Kolonisten begannen mit dem Anbau von Reis, Mais und Sorghum. Später kamen der Anbau von Gemüsesorten und Früchten, wie Tomaten, Melonen, Gurken und Paprika hinzu. In den späten 1980er Jahren waren sie führend in Produktion von Brathähnchen und die Viehzucht wurde ebenfalls ausgebaut. Die Akzeptanz von Maschinen im Leben der Mennoniten-Gemeinde führte zum Aufbau von Sägereien, die die Handwerker des Ortes mit Holz für die Hauskonstruktion und die Möbelherstellung versorgten.

## Bevölkerung

### Einwohnerstruktur 2022
Nach den Erhebungen des Zensus 2022 lebten im Juli 2022 in Shipyard 4.070 Einwohner. Im Vergleich zum Zensus aus dem Jahr 2010 war dies ein jährlicher Anstieg der Einwohnerzahl um durchschnittlich 1,65 %.
Die Bevölkerung von Shipyard teilte sich auf in 2.029 (49,85 %) männliche und 2.041 (50,15 %) weibliche Personen, welche in insgesamt 798 Haushalten lebten. Ein durchschnittlicher Haushalt bestand aus sechs Personen. Bei 10 % der Einwohner lag eine Behinderung vor und 7 % der Einwohner waren von einer Langzeiterkrankung betroffen.

### Einwohnerentwicklung
| Quelle: Statistical Institute of Belize |